# Les Exploits d'un fou
Les Exploits d'un fou è un cortometraggio muto del 1907. Il nome del regista non viene riportato nei credit.

## Produzione
Il film fu prodotto dalla Pathé Frères.

## Distribuzione
Distribuito dalla Pathé Frères, il film - un cortometraggio di 130 metri - uscì nelle sale francesi, presentato a Le Havre il 6 novembre 1907. Uscì anche in Austria, a Graz, il 24 novembre come Erlebnisse eines Narren. La Pathé lo distribuì anche negli Stati Uniti, dove venne importato e presentato il 7 dicembre con il titolo inglese Doings of a Maniac.